# Schönfelder Hochland
Das Schönfelder Hochland ist eine Hochfläche in Dresden. Benannt ist es nach dem in dessen Mitte gelegenen Ortsteil Schönfeld der Dresdner Ortschaft Schönfeld-Weißig. Bis etwa 1950, als Pillnitz nach Dresden eingemeindet wurde, war das Hochland als Pillnitzer Elbplateau bekannt. Im Rahmen der naturräumlichen Gliederung Sachsens wurde die Mesogeochore Lössplateaus bei Schönfeld-Weißig ausgewiesen, die sich in fünf Mikrogeochoren aufteilt und weitgehend mit dem Hochland zusammenfällt.

## Lage
Das Schönfelder Hochland liegt im Osten der sächsischen Landeshauptstadt. Es dehnt sich über eine Fläche von etwa 45 Quadratkilometern bis in die Randlagen der Nachbargemeinde Dürrröhrsdorf-Dittersbach im Landkreis Sächsische Schweiz-Osterzgebirge aus.
Orte im Schönfelder Hochland sind die Schönfeld-Weißiger Ortsteile Borsberg, Cunnersdorf, Eichbusch, Eschdorf, Gönnsdorf, Helfenberg, Krieschendorf, Malschendorf, Pappritz, Reitzendorf, Rockau, Rosinendörfchen, Rossendorf, Schönfeld, Schullwitz, Weißig und Zaschendorf. Auch der Dresdner Stadtteil Rochwitz, die Ortslage Oberwachwitz mit dem Fernsehturm Dresden sowie die zur Gemarkung Bühlau gehörige Ortslage Quohren zählen landschaftlich dazu.
Das Schönfelder Hochland ist Teil des historischen Teil Radeberger Lands und liegt in Höhen oberhalb von 250 m ü. NN. Höchste Erhebungen sind der Triebenberg im Südosten, mit  383 m ü. NN zugleich höchster Berg Dresdens, und der Borsberg im Süden mit 357,8 m, gefolgt vom 342,3 m hohen Napoleonstein zwischen Weißig und Rossendorf.
Nach Süden und Südwesten begrenzen die entlang der Lausitzer Verwerfung verlaufenden Dresdner Elbhänge das Hochland und fallen als steile Geländestufe 200 Meter in den Dresdner Elbtalkessel ab. Im Nordwesten geht das Schönfelder Hochland bei Weißig in die Dresdner Heide über. Die nördliche Grenze markiert in etwa die flache Wiesenmulde am Oberlauf der Prießnitz. Nordöstlich benachbart liegt die Harthe, das Waldgebiet, in dem auch das Helmholtz-Zentrum Dresden-Rossendorf liegt. Nach Südosten grenzt das Hochland an den das Elbsandsteingebirge einleitenden, sich Richtung Nordosten ziehenden und bis 330,7 m (Kohlberg) Rücken der Schönen Höhe. Von dort aus fällt das Gelände gemächlich zur Wesenitz ab.

## Naturräumliche Zuordnung und Gliederung
Im Handbuch der naturräumlichen Gliederung Deutschlands war das Hochland Teil der Haupteinheit Lausitzer Platte, die im aktuellen sächsischen System zusammen mit der Haupteinheit Westlausitzer Vorberge die Makrogeochore Westlausitzer Hügel- und Bergland bildet. Es gliedert sich wie folgt:
- (zu 20 Westlausitzer Hügel- und Bergland)
  - 20059 Lössplateaus bei Schönfeld-Weißig (41,08 km²) mit (beginnend am Höhenschwerpunkt, dann im Gegenuhrzeigersinn, beginnend im Nordosten):
    - Triebenberg-Borsberg-Rücken (mit Borsberg nebst Borsberg, Zaschendorf und dem Triebenberg)
    - Eschdorfer Tal-Riedelgebiet (mit dem Nordosten von Schullwitz und Eschdorf)
    - Schönfelder Löß-Plateau (mit dem südlichen äußersten Westen von Weißig, Cunnersdorf, Eichbusch ohne Süden, Schönfeld, dem Südwesten von Schullwitz und Reitzendorf)
    - Bühlau-Malschendorfer Plateaurand (mit Bühlau (ohne Norden), dem Südosten von Loschwitz, Rochwitz, Gönnsdorf, Pappritz nebst Fernsehturm Dresden, Helfenberg, Rockau, dem Süden von Eibusch, Malschendorf und Krieschendorf)
    - Wachwitz-Pillnitzer Hänge (mit jeweils mindestens dem Nordosten von Loschwitz, Wachwitz, Niederpoyritz, Hosterwitz, Pillnitz Oberpoyritz und Graupa)

Nicht zum Naturraum, sondern zur nördlich benachbarten Mesogeochore Radeberger Hügelland (20048) zählt die Mikrogeochore Weißiger Bergkuppengebiet mit dem Hauptteil von Weißig nebst dem Napoleonstein. Hier steht, singulär für die Lausitzer Platte, Rotliegend an, während in den anderen Hügeln ältere Gesteine des Kambrium vorherrschen. Das Radeberger Hügelland enthält auch die Nordosthälfte der Dresdner Heide.

## Landschaftsbild
Charakteristisch für das Hochland sind flachwellige bis hügelige Flächen, kennzeichnend außerdem die kleinteilige, abwechslungsreiche Landschaftsstruktur mit langen Rücken, niedrigen Kuppen und flachen Muldentälchen. In den südwestlichen Randlagen schneiden sich tiefe, enge Kerbtäler ins Plateau ein, in denen Bäche mit hohem Gefälle der Elbe zufließen. Von Nordwest nach Südost sind dies der Wachwitzgrund bei Wachwitz, der Helfenberger Grund und Preßgrund bei Niederpoyritz, der Keppgrund bei Hosterwitz, der Vogel- und der Friedrichsgrund bei Pillnitz sowie der Tiefe Grund zwischen Oberpoyritz und Graupa. Wichtigster Abfluss nach Osten ist der Schullwitzbach.
Die weiten Felder und Wiesen werden durch dörfliche Siedlungen unterbrochen, Waldflächen fehlen. Das Schönfelder Hochland ist bis heute trotz seiner Zugehörigkeit zur Großstadt Dresden landwirtschaftlich geprägt. Die Nutzfläche beträgt etwa 2600 Hektar. In der Zeit der DDR bewirtschafteten verschiedene LPGen das Gebiet, heute vorwiegend die Agrarproduktionsgesellschaft Schönfelder Hochland. Auf die bäuerliche Tradition gründet sich unter anderem das Kleinbauernmuseum Reitzendorf.

## Schutz
Gemeinsam mit den Dresdner Elbhängen bilden Teile des Schönfelder Hochlands seit dem 4. Juli 1974 ein zusammenhängendes Landschaftsschutzgebiet.

## Trivia
Nach dem Schönfelder Hochland benannt sind das lokale Verkehrsunternehmen Hochlandexpress mit Sitz in Weißig und der Hochlandverlag Pappritz. Die ehemalige Bahnstrecke Dürrröhrsdorf–Weißig wurde auch als Hochlandbahn bezeichnet und ist heute zu einer beliebten Fahrradstrecke ausgebaut worden. Alljährlich findet das Hochlandfest statt, die Ortschaftszeitung Hochland-Kurier erscheint monatlich.

## Galerie

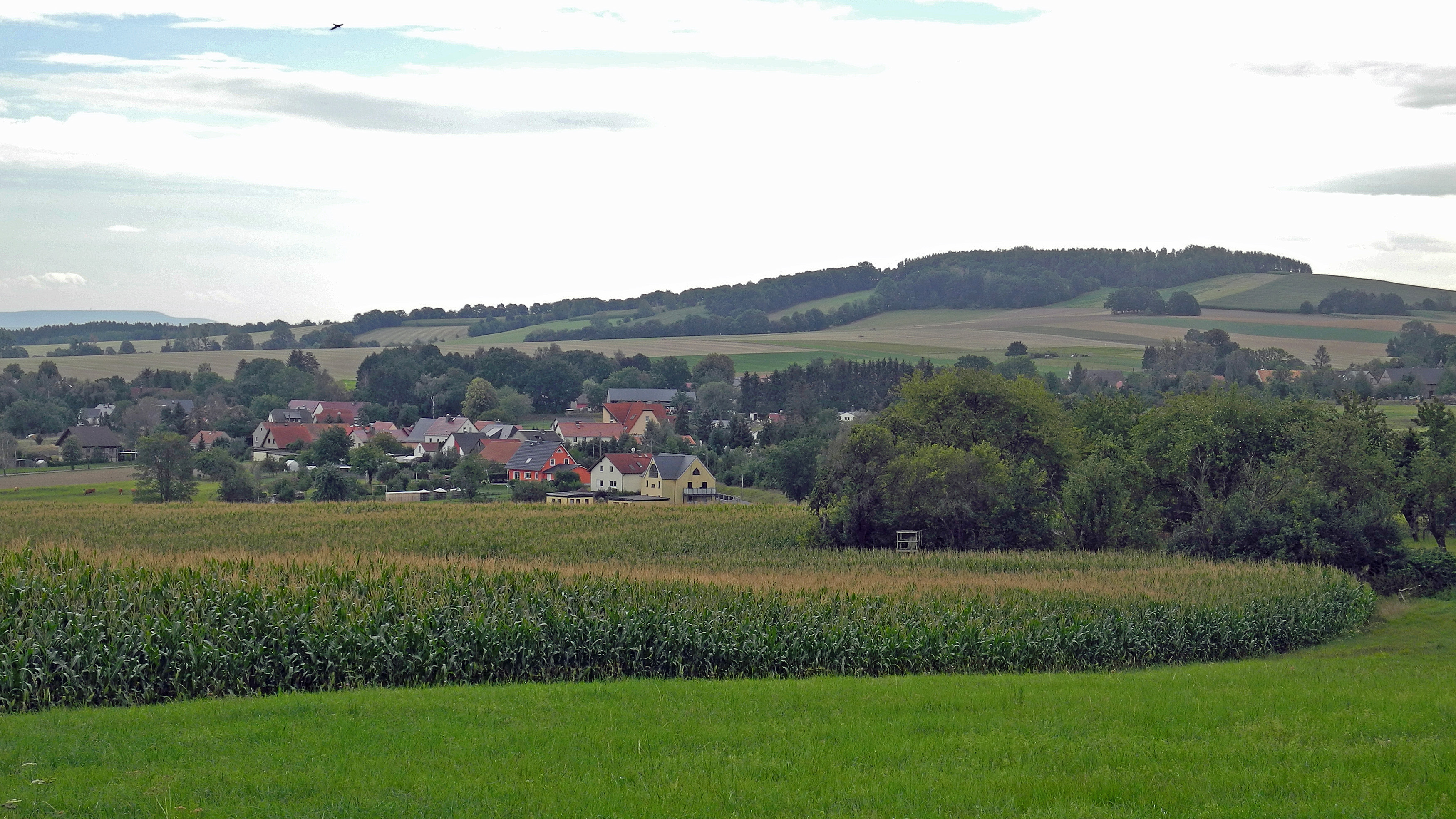
Blick über Schullwitz zum Triebenberg
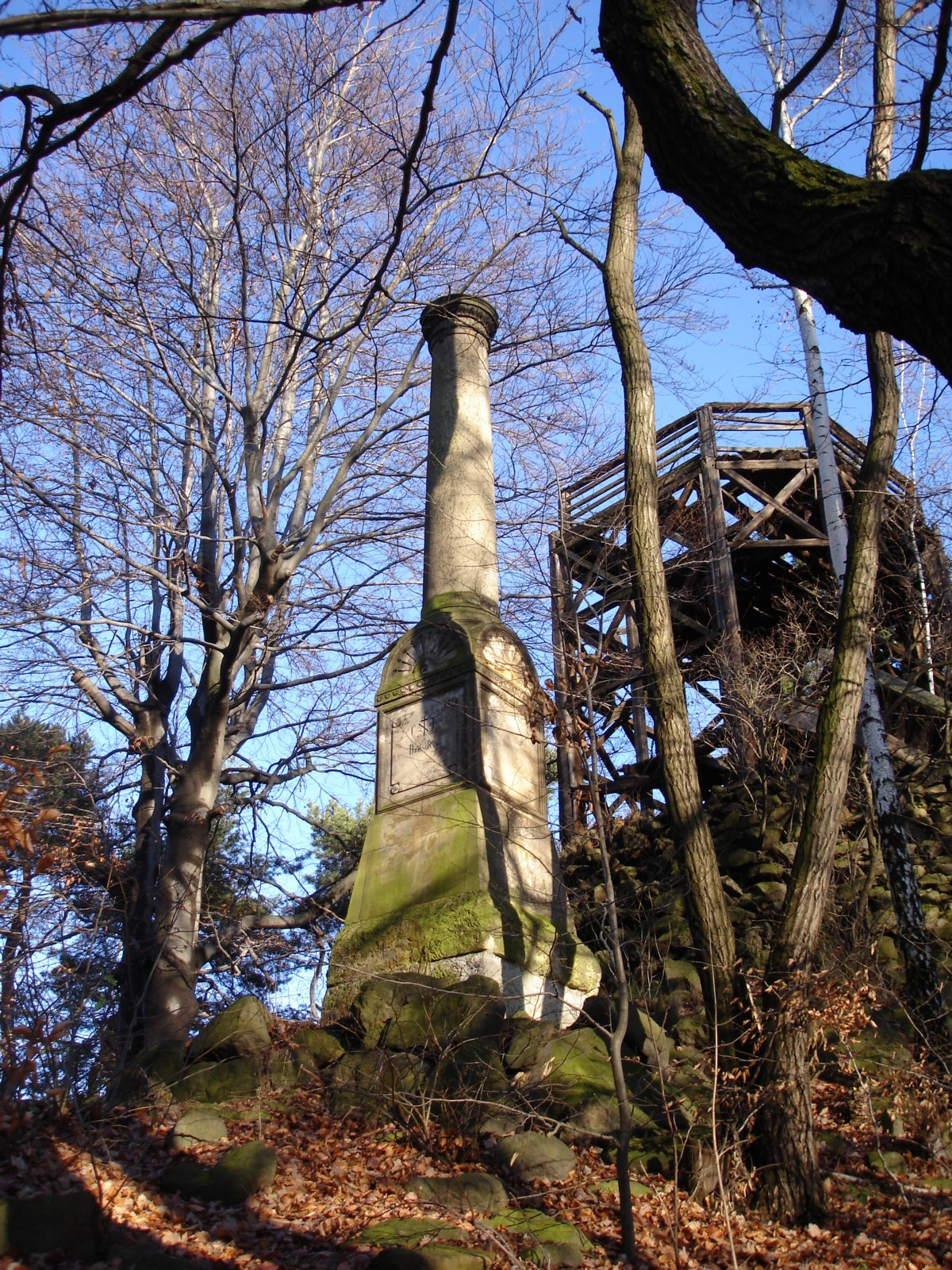
Auf dem Gipfel des Borsberges
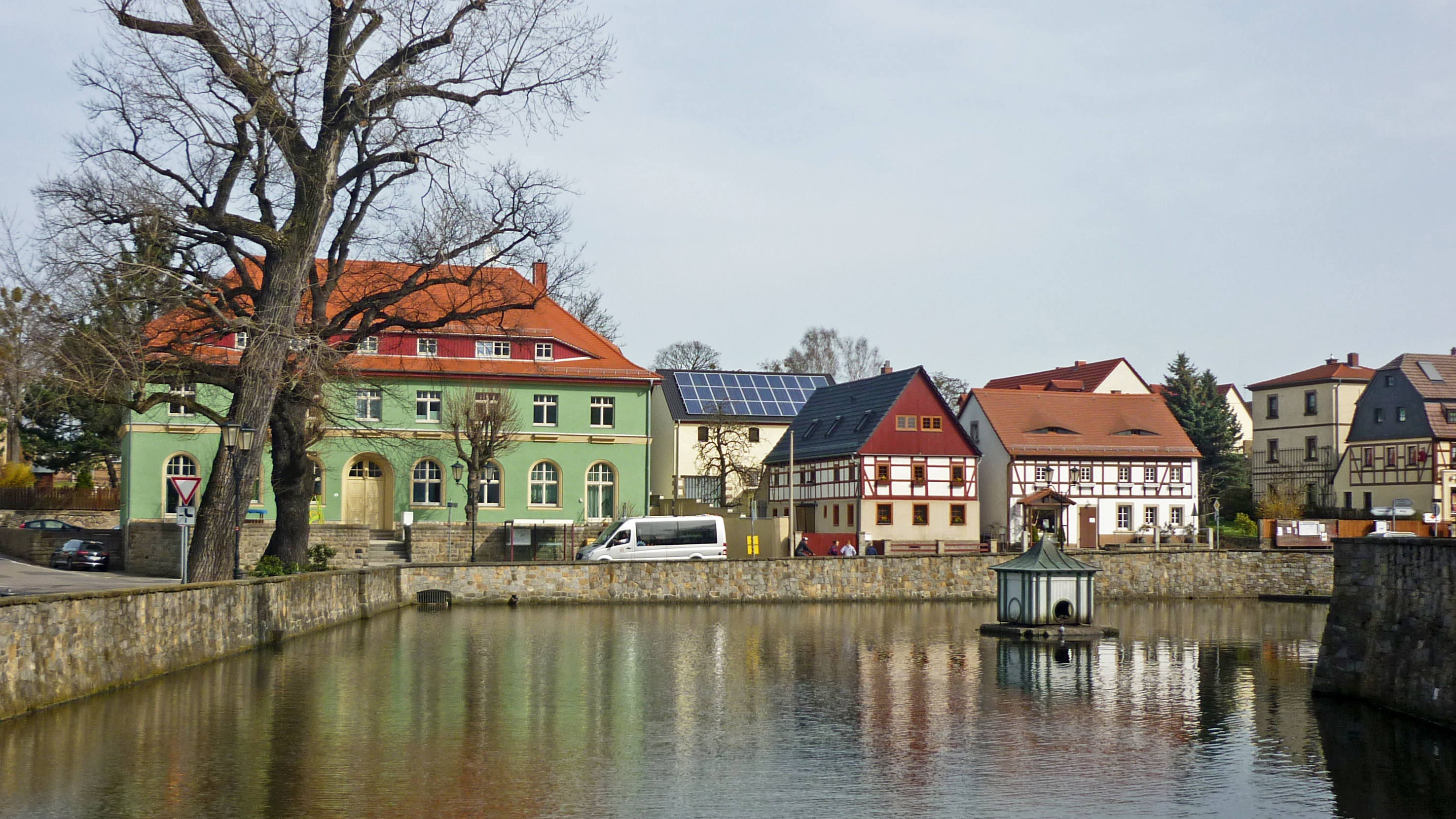
Schlossteich in Schönfeld
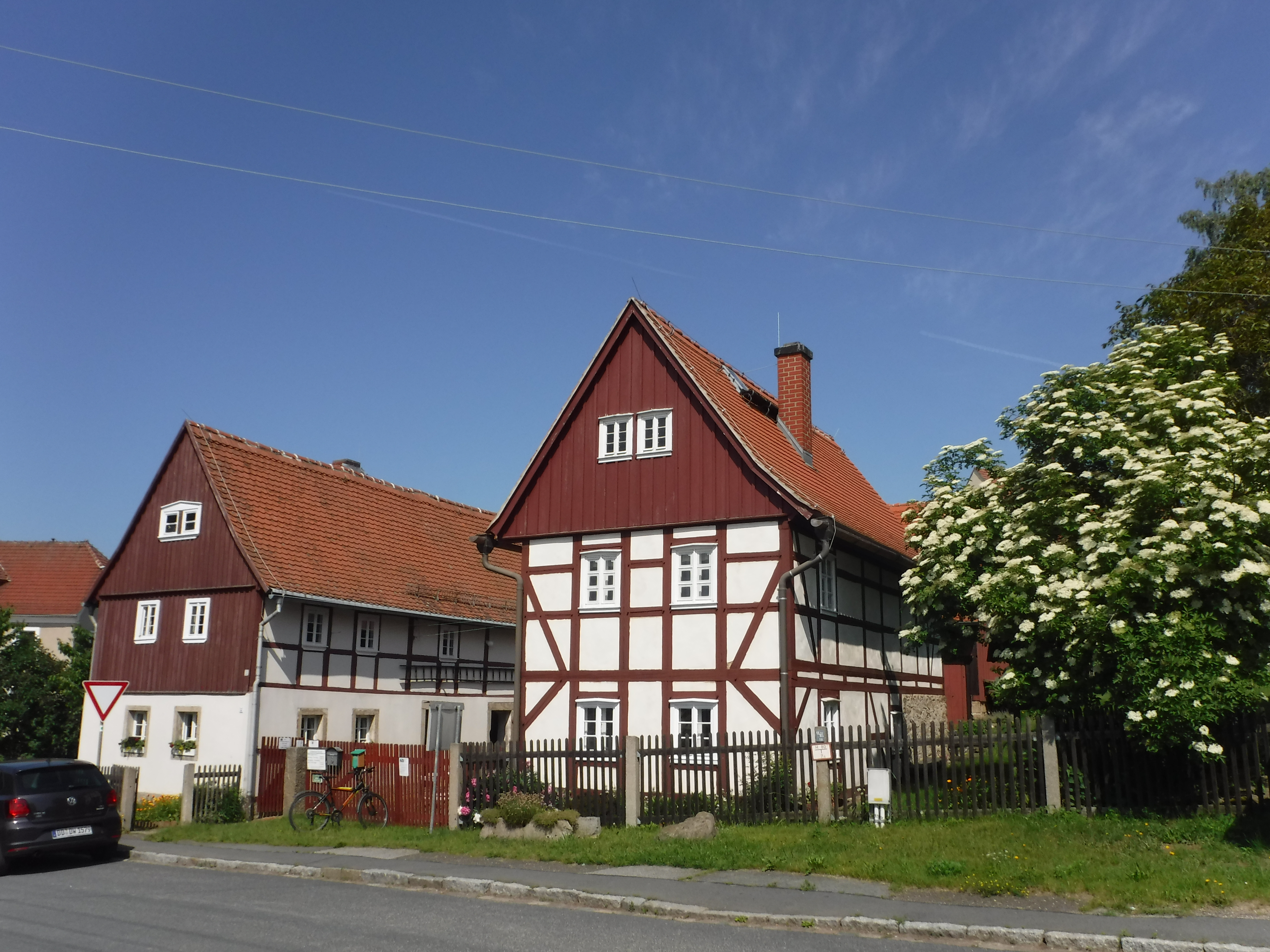
Kleinbauernmuseum in Reitzendorf